# El Rosario, Valle de Guadalupe
El Rosario är en ort i Mexiko.   Den ligger i kommunen Valle de Guadalupe och delstaten Jalisco, i den centrala delen av landet, 400 km väster om huvudstaden Mexico City. El Rosario ligger 1 859 meter över havet och antalet invånare är 107.
Terrängen runt El Rosario är varierad. Runt El Rosario är det ganska tätbefolkat, med 62 invånare per kvadratkilometer. Närmaste större samhälle är Jalostotitlán, 18,8 km nordost om El Rosario. I omgivningarna runt El Rosario växer huvudsakligen savannskog.